# Zetesimomyces setibicolor
Zetesimomyces setibicolor är en svampart som först beskrevs av R.F. Castañeda, och fick sitt nu gällande namn av Nag Raj 1988. Zetesimomyces setibicolor ingår i släktet Zetesimomyces, divisionen sporsäcksvampar och riket svampar.   Inga underarter finns listade i Catalogue of Life.